# Jennifer Ayache
Jennifer Ayache (Cannes, 9 de Novembro de 1983) é uma cantora e multi-instrumentista francesa.
Filha de Chantal Lauby e do ex-jogador da Seleção Francesa William Ayache, tem uma irmã. Aprendeu a tocar bateria com cerca de 9 anos, e com 13 aprendeu a tocar guitarra. Durante sua adolescência aprendeu a tocar piano/teclado.
É a cantora/líder do grupo francês de música rock, Superbus. O nome de sua banda provem do latim soberbo.
Já foram publicados álbuns do grupo em:
Álbuns de estúdio
- 2002 (Aeromusical)
- 2004 (Pop'n'Gun)
- 2006 (Wow)
- 2009 (Lova Lova)
- 2010 (Happy BusDay - The Best of Superbus)
- 2012 (Sunset)
- 2016 (Sixtape)

Álbuns ao vivo
- 2008 (Live á Paris)

Álbuns de carreira solo
- 2014 (+001)

## Wonderama
Em maio de 2011 Jennifer Ayache iniciou um novo projeto de nome Wonderama onde ela escreveu e produziu canções em parceria com Greg Avau (Kid Noize / Josué), De Schutter Charles e John O'Brien (Riot LA). Duas músicas já foram publicadas Make the Rules e parte de Queen of Gold acompanhada de um teaser home-made.